# Tony Morgan (artiste)
Pour les articles homonymes, voir Tony Morgan (skipper) et Morgan.
Tony Morgan, né en 1938 à Pickwell (en) en Angleterre et mort en 2004 à Genève, est un artiste britannique.
En 1967, le critique d'art Jurgen Claus se réfère à lui comme un « important sculpteur anglais » dans le journal hebdomadaire Die Zeit. Claus souligne que Morgan « représente la position expérimentale parmi les jeunes sculpteurs britanniques ». 

## Biographie
Tony Morgan était aussi un peintre et un artiste multimédia connu pour ses performances en direct et ses films vidéo tels que Beefsteak - Résurrection (en collaboration avec Daniel Spoerri) ou Shatter.
En 1969, il participe à l'exposition Intermedia 69 à Heidelberg avec des artistes tels que Klaus Staeck, Joseph Beuys, Dick Higgins, J.J. Lebel, Daniel Spoerri, Robert Filliou, George Brecht, Ben, Diter Roth, Nam June Paik, Takis, Kantor, Blinky Palermo, Jochen Gerz, KP Brehmer, Sigmar Polke, Herbert Distel, Jan Dibbets, Mauricio Kagel et des cinéastes comme Lutz Mommartz et Werner Nekes.
Au milieu des années 1970, Tony Morgan et Marina Abramovic sont des artistes de performance reconnus par des galeries d'avant-garde telles que De Appel à Amsterdam.
En 1987-1988, Morgan est parmi les artistes invités par Doris Schottler-Boll à participer à l'exposition Unter einem Himmel avec Norbert Schwontkowski, Nan Hoover, Harald Falkenhagen, Schoettler-Boll et d'autres.
Après avoir vécu de nombreuses années à Düsseldorf où il avait un atelier du côté gauche du Rhin, à Neuss et pendant un certain temps à Amsterdam, Tony Morgan a déménagé à Genève. 

## Expositions (sélection)
- 2007 : Kunsthalle de Düsseldorf : Kunst : Versteifte Lockerungsübung - Exercice de relâchement renforcé. Die Düsseldorfer Kunsthalle erinnert sich an Between
- 2006 : Kunstmuseum Bonn Die Hölle - L'enfer (exposition personnelle)
- 2003 : Tony Morgan – The Birth of Herman – 1971–1978, Mamco – musée d’art moderne et contemporain, Genève (exposition personnelle)
- 2000 : Bourse du CGGC 1997 – 1997 CECCH – Centre d'édition contemporaine – Genève
- 1987-1988 : Unter einem Himmel - Sous le même ciel, Galerie du château de Borbeck, Essen (avec Nan Hoover, Eu-nim Ro, Toto Frima, Timm Ulrichs, Doris Schoettler-Boll et autres).
- 1983 : Nationalgalerie Berlin, München Düsseldorf, dimension IV : Neue Bilder -Nachkonzeptionelle Malerei in Deutschland (Philip Morris Kunstwettbewerb)
- 1970 : Kunsthalle de Düsseldorf, between 4 : Bernd et Hilla Becher, Marcel Broodthaers, Rosemarie Castoro, Paul Cotton, Peter M. Dürr, Gilbert & George, Tony Morgan ; Filme : Sigmar Polke, Paul Sharits, Johannes Stüttgen, Timm Ulrichs, Renate Weh.
- 1969 : intermedia 69 – Heidelberger Kunstverein, avec Joseph Beuys, Christo, Dick Higgins, J. J. Lebel, Daniel Spoerri, Robert Filliou, George Brecht, Ben Vautier, Dieter Roth, Nam June Paik, Jochen Gerz, Mauricio Kagel, Werner Nekes, Lutz Mommartz et  autres.
- 1969 : Kunsthalle Düsseldorf, between 1 : Anatol, Graubner, Morgan ; films par Mommartz et Winkelmann.
- 1967 : Acht junge britische Bildhauer, huit jeunes sculpteurs britanniques (Düsseldorf, Kunstverein für die Rheinlande und Westfalen), Berne, Amsterdam.